# Dumfriesshire (circonscription du Parlement d'Écosse)
Avant les Actes d'Union de 1707, les barons du Sheriffdom ou comté de Dumfries (également appelé Nithsdale) et le stewartry d'Annandale élisaient des commissaires pour les représenter au Parlement monocaméral d'Écosse et à la Convention des États. Le nombre de commissaires est passé de deux à quatre en 1690.
Après 1708, le Dumfriesshire a envoyé un membre à la Chambre des communes de Grande-Bretagne et plus tard à la Chambre des communes du Royaume-Uni.

## Liste des commissaires du comté
- 1628–33, 1639–41, 1643, 1644–47, 1648: Sir Robert Grierson de Lag[1]
- 1643: John Laurie de Maxwelton[2]

During the Commonwealth d'Angleterre, d'Écosse et d'Irlande, le shérif de Dumfries était représenté par un Membre du Parlement au Parlement du Protectorat à Westminster.
- 1654–55: James Johnstone, 2e comte de Hartfell
- 1656–58: George Smith

Après la Restauration, le Parlement d'Écosse fut de nouveau convoqué pour se réunir à Édimbourg.
- 1661–63: James Crichton de St Leonards [3]
- 1661–63, 1665 (convention), 1667 (convention), 1669–72, 1678 (convention): Robert Fergusson de Craigdarroch [4]
- 1665 (convention), 1667 (convention), 1669–74, 1678 (convention), 1681–82, 1685: Sir Robert Dalzell de Glenae (mort en 1685)[5]
- 1678 (convention), 1681–82, 1685–86: Sir Robert Grierson de Lagg[6]
- 1686, 1689 (convention): Sir John Dalzell de Glenae (mort en 1689)[5]
- 1690: James Johnstone de Corhead (décédé vers 1690) [7]
- 1690–1701: William Creichtone de Craufurdstone (décédé vers 1701)[7]
- 1689 (convention), 1689–99: Sir James Johnstone de Westerhall (décédé vers 1700)[8]
- 1690–1702: Sir Thomas Kirkpatrick de Closeburn[9]
- 1693–1701: Alexander Johnstone de Elsiesheills  [7]
- 1700–02, 1702–07: Sir John Johnstone de Westerhall[8]
- 1702–07: William Douglass de Dornock [10]
- 1702, 1702–07: John Sharp de Hoddam [10]
- 1702–07: Alexander Fergussone de Isle [10]